# Medienrecht
Medienrecht beschäftigt sich mit den Regelungen privater und öffentlicher (universaler) Information und Kommunikation und spielt damit in die juristischen Teilbereiche des öffentlichen Rechts, des Zivilrechts und des Strafrechts hinein. Das Medienrecht ist also eine „Querschnittsmaterie“. Das Medienrecht kann unterteilt werden in die inhaltespezifischen Rechtsgebiete, wie etwa das Urheberrecht, die in der Regel dem Zivilrecht zuzurechnen sind, und die übertragungsspezifischen Rechtsgebiete, wie das Telekommunikationsrecht und das Rundfunkrecht, die überwiegend dem Verwaltungsrecht zuzurechnen sind.
Klassische Gegenstände des Medienrechts sind Presse, Rundfunk (Radio und Fernsehen) und Film. Mit dem Aufkommen neuer Medien sind die Bereiche Multimedia und Internet hinzugekommen.
Regelungsziele des Medienrechtes sind die Gewährleistung einer allgemein zugänglichen Kommunikationsinfrastruktur, Sicherung der Meinungsvielfalt, Schutz der Mediennutzer (Rezipienten), Daten- und Jugendschutz aber auch der Schutz geistigen Eigentums. Rechtlich geregelt wird also die Nutzung und Nutzbarkeit medial übertragener Inhalte.
Dagegen regelt das Telekommunikationsrecht vorwiegend nur die technische Seite der Übermittlung von Inhalten. Beide Bereiche sind jedoch gerade im Multimediabereich eng verzahnt und beeinflussen sich gegenseitig.

## Europäische Regelungen
Die Europäische Gemeinschaft hatte ursprünglich keine ausdrückliche Kompetenz für den Bereich der Medien. Es hat sich jedoch, gerade unter dem Eindruck der Multimedia- und Internetentwicklung, in den Mitgliedstaaten die Erkenntnis durchgesetzt, dass gerade viele der neuen Medien eine europäische Ordnung des Medienwesens erforderlich machen. Im Dezember 1997 hat die EU-Kommission deshalb ein Grünbuch zur Konvergenz von Telekommunikation, Medien und Informationstechnologien veröffentlicht und darin Rahmenregelungen für die konvergierenden Mediensektoren aufgezeigt. Da die Regelungskompetenz der EG aber nur die Bereiche umfasst, die zur Erreichung der Ziele des EG-Vertrages (Art. 2 und Art. 3 EGV) erforderlich sind, wurden europarechtliche Regelungen im Wesentlichen auf die Dienstleistungsfreiheit (Art. 49 EGV), das Erfordernis der Rechtsangleichung nach Art. 47 und Art. 55 EGV, aber auch auf Art. 86 Abs. 3 EGV (zur Abschaffung der Monopole im Telekommunikationsbereich) gestützt.
In Deutschland wurde die Kompetenz der EG für Regelungen im Medienbereich stark kritisiert. Die Haltung der EG gegenüber den Medien wurde, gerade im Bereich des Rundfunks, als zu wirtschaftsorientiert angesehen. Es wurde zum Beispiel im Zusammenhang mit dem sogenannten 9. Rundfunk-Urteil befürchtet, dass die kulturelle Bedeutung der Medien und das deutsche föderale Kompetenzgefüge, das die Kultur den Ländern zuweist, von einem EG-Medienrecht, das Medien nur als wirtschaftliche Dienstleistungen ansah, ausgehöhlt werden würde. Der EuGH hat zwischen den Positionen vermittelt, indem er feststellte, die EG sei befugt, Regelungen über grenzüberschreitende Medien-Dienstleistungen zu treffen, die Mitgliedstaaten könnten die Dienstleistungsfreiheit jedoch „aus zwingenden Gründen des Allgemeinwohls“ einschränken. Später wurde mit dem Kulturartikel in Art. 151 EGV die Erhaltung und Förderung der kulturellen Vielfalt auch als europarechtlicher Grundsatz festgeschrieben.
Außerdem wird die Bedeutung von Art. 87 EGV, der Schutzvorschrift gegen wettbewerbsverfälschende Beihilfen in Bezug auf die Finanzierung des öffentlich-rechtlichen Rundfunks in Deutschland kontrovers diskutiert.
Seit dem Inkrafttreten des Vertrags von Lissabon am 1. Dezember 2009 richten sich die Kompetenzen der Europäischen Union nach dem Vertrag über die Arbeitsweise der Europäischen Union (AEUV).
Die EU hat grundsätzlich keine Kompetenz zur Regelung inhaltlicher Vorgaben im Bereich der Medien, was sich aus Art. 167 AEUV ergibt. Demnach bleibt die Kompetenz im Kulturbereich bei den Mitgliedstaaten, die Union kann lediglich fördernde und unterstützende Maßnahmen ergreifen. Allerdings sind Medien sowohl Kulturgüter als auch Wirtschaftsgüter. Als Wirtschaftsgüter können sie sich ebenfalls auf Grundfreiheiten berufen und durch die EU geregelt werden. Sie hat jedoch auch bei der Regulierung von Wirtschaftsgütern kulturellen Aspekten Rechnung zu tragen, Art. 167 IV AEUV. Besonders relevante Grundfreiheiten für die Regulierung von Medien sind etwa die Dienstleistungsfreiheit, die Warenverkehrsfreiheit und die Niederlassungsfreiheit.
Für das geistige Eigentum kann die EU auf ihre Kompetenz aus Art. 118 AEUV abstellen.
Besonders relevantes sekundäres Recht im Bereich der Medien- und Internetregulierung sind die E-Commerce Richtlinie (Richtlinie 2000/31/EG), die insbesondere den elektronischen Geschäftsverkehr regelt,  und die AVMD-Richtlinie (Richtlinie 2010/13/EU), die die audiovisuellen Mediendienste zum Gegenstand hat. Kürzlich erlassen wurde zudem das Gesetz über digitale Dienste, das sozialen Netzwerken und anderen Plattformen Pflichten auferlegt sowie das Gesetz über digitale Märkte, welches das Wettbewerbsrecht digitaler Plattformen in den Blick nimmt.
Im Bereich des geistigen Eigentums ist insbesondere die Schutzdauer-Richtlinie (Richtlinie 2011/77/EU) sowie die Richtlinie über den rechtlichen Schutz von Datenbanken (Richtlinie 96/9/EG) zu beachten, die die Schutzdauer der Urheberrechte harmonisieren sollte. Darüber hinaus gilt die Info-Soc-Richtlinie. Zusätzlich wurden die prozessualen Regelungen zur Durchsetzung des Urheberrechts in der Richtlinie zur Durchsetzung der Rechte des geistigen Eigentums (Richtlinie 2019/790/EU) geregelt.

## Verfassungsrechtliche Grundlagen in Deutschland
Die verfassungsrechtliche Grundlage für das Recht der Medien bilden die sogenannten Kommunikationsfreiheiten: Meinungsfreiheit (Art. 5 Abs. 1, S. 1, 1. Hs. GG), Rezipientenfreiheit (Informationsfreiheit) (Art. 5 Abs. 1, S. 1, 2. Hs. GG), Rundfunk- und Pressefreiheit (Art. 5 Abs. 1, S. 2 GG). Hinzu kommen die Kunstfreiheit (Art. 5 Abs. 3 GG) und das Fernmeldegeheimnis (Art. 10 Abs. 1 GG). Zwar sind Grundrechte in erster Linie als subjektive Abwehrrechte der Bürger gegen den Staat zu verstehen, daneben besteht aber auch eine objektive Dimension als Auftrag an den Staat, geeignete Rahmenbedingungen zur Entfaltung der Grundrechte zu schaffen. Für die Kommunikationsfreiheiten bedeutet dies unter anderem, Vorsorge für eine ausreichende Infrastruktur zu tragen, damit die Bürger ihre Kommunikationsgrundrechte tatsächlich verwirklichen können.
Die Gesetzgebungskompetenz liegt gemäß Art. 30 GG in Verbindung mit Art. 70 Abs. 1 GG für Rundfunk und Presse grundsätzlich bei den Ländern. Dies wurde durch das 1. Rundfunk-Urteil vom Bundesverfassungsgericht („Deutschland-Fernsehen-GmbH“) bestätigt.
Der Bund hatte bis zur Föderalismusreform für den Bereich der Rechtsverhältnisse der Presse eine Rahmengesetzgebungskompetenz aus Art. 75 Abs. 1 Nr. 2 GG, von der allerdings nie Gebrauch gemacht wurde. Nach dem Wegfallen des Art. 75 GG durch Abschaffung der Rahmengesetzgebungskompetenz steht nun den Ländern, wie bereits vorher, das Recht zum Erlass von Gesetzen im Bereich der Presse zu, allerdings kann der Bund seitdem keinen rechtlichen Rahmen mehr dafür vorgeben.
Für Telekommunikation, Urheberrecht, gewerblichen Rechtsschutz und Verlagsrecht besteht dagegen eine ausschließliche Gesetzgebungskompetenz des Bundes nach Art. 73 GG.

## Einfachgesetzliche Grundlagen in Deutschland

### Presse, Verlag, Rundfunk
Das Presserecht beruht auf den Pressegesetzen der Länder.
Für das Verlagsrecht sind das Urheberrechtsgesetz, das Verlagsgesetz und das Recht der Verwertungsgesellschaften (z. B. VG Wort) von Bedeutung.
Im Bereich des Rundfunkrechts schließen die Länder Staatsverträge ab, um eine bundesweit einheitliche Regelung zu garantieren, darunter vor allem den Rundfunkstaatsvertrag (RStV) der allgemeine Anforderungen an öffentlich-rechtlichen und privaten Rundfunk normiert.
Der Rundfunkgebührenstaatsvertrag und der Rundfunkfinanzierungsstaatsvertrag sichern die Finanzierung des öffentlich-rechtlichen Rundfunks.
Hinzu kommen weitere Staatsverträge als Rechtsgrundlage der öffentlich-rechtlichen Rundfunkanstalten, wie z. B. der NDR-Staatsvertrag oder der ZDF-Staatsvertrag.
Neben dem RStV beruht der private Rundfunk auf den jeweiligen Landesmediengesetzen der Länder.

### Bildende Kunst, Photographie, Film, Musik
Für das Schaffen von Künstlern in diesen Bereichen ist vor allem das Urheberrecht relevant. Rechtsgrundlagen sind das Urheberrechtsgesetz (UrhG) und das Kunsturheberrechtsgesetz (KUG). Bei der Verwertung sind die verschiedenen Verwertungsgesellschaften beteiligt: GEMA und VG Musikedition für Musikwerke, VG Bild-Kunst für Bildwerke, die GVL zur Wahrnehmung von Leistungsschutzrechten u. v. a. Für die Wahrnehmung und den Schutz von Leistungsschutzrechten sind auch das Markenrecht, Patentrecht, Geschmacks- und Gebrauchsmusterschutz und das Wettbewerbsrecht von Bedeutung, die aber nicht zum Medienrecht im engeren Sinne zählen (zum Teil wird dieser Bereich auch als „grünes Recht“ bezeichnet, nach Umschlagsfarbe der einschlägigen Zeitschrift GRUR in diesem Bereich.)

### Internet und Multimedia
Das Internetrecht ist eine übergreifende Rechtsmaterie, die auf verschiedene rechtliche Regelungen des Bundes und der Länder zurückgreift. Zur Einführung einer Multimediagesetzgebung wurde 1997 das Informations- und Kommunikationsdienste-Gesetz (IuKDG) verabschiedet, das drei neue Bundesgesetze einführte: das Teledienstegesetz (TDG), das Teledienstedatenschutzgesetz (TDDSG) und das Signaturgesetz zur Regelung der digitalen Signatur. Neben dem TDG des Bundes, das nur für Teledienste galt, wurde von den Ländern für die Mediendienste der Mediendienste-Staatsvertrag (MDStV) geschlossen. Inhaltlich waren TDG und MDStV relativ ähnlich und die Abgrenzung zwischen Teledienst und Mediendienst daher unscharf. Die zunehmende Medienkonvergenz und das Bestreben, die Rechtssicherheit zu erhöhen, führten im Jahr 2007 zu einer Reform: Das Teledienstegesetz wurde durch das Telemediengesetz des Bundes abgelöst und Regelungen des Mediendienste-Staatsvertrages in den Abschnitt Telemedien (§§ 54–61 RStV) des Staatsvertrages für Rundfunk und Telemedien der Bundesländer überführt. Die bisherigen Mediendienste und Teledienste wurden zu den sogenannten Telemedien zusammengefasst. Der Begriff Telemedien wurde erstmals 2003 im Jugendmedienschutz-Staatsvertrag (JMStV) der Länder verwendet. Dieser Staatsvertrag enthält Nachfolgeregelungen zu früheren Jugendschutzbestimmungen im Rundfunkstaatsvertrag und Mediendienste-Staatsvertrag. Er soll Mindeststandards des Jugendschutzes festlegen, die von der Kommission für Jugendschutz in den Medien (KJM) überwacht werden.
Die zunehmende Verwendung von Metamedien wie Suchmaschinen oder sozialen Netzwerken, die Inhalte von Primärmedien abgreifen und veröffentlichen, führt zu neuen urheber- und haftungsrechtlichen Fragen. Auf letztere versucht das Netzwerkdurchsetzungsgesetz (NetzDG) von 2017 eine Antwort zu geben.
Aufgrund der schnellen, teilweise nicht vorhersehbaren technischen und inhaltlichen Weiterentwicklung im Bereich des Medienrechtes sind die bestehenden Gesetze und Staatsverträge oft unzureichend zur Beurteilung neuer Sachverhalte ausgestaltet. Deshalb ist das Medienrecht stark von sogenanntem Fall- oder Richterrecht (case law) geprägt. Eine Übersicht medienrechtlicher Entscheidungen findet sich hier.

## Medienregulierung
Der Marktzugang von Medienunternehmen, deren Organisation und Finanzierung, sowie die Aufsicht über die Tätigkeit von Medienunternehmen bilden den Bereich der Medienregulierung.

## Medienwirtschaftsrecht
Zum Medienwirtschaftsrecht zählen Medienrecht, Medienkartellrecht, Medienwettbewerbsrecht, Werberecht, Medienhandelsrecht und Urheberrecht.

## Medienzivilrecht
Unter Medienzivilrecht versteht man den Schutz von Rechtsgütern, die Bindung der Massenmedien an bestimmte Pflichten und das Haftungsrecht.
Zu den geschützten Rechtsgütern zählen das allgemeine Persönlichkeitsrecht, aber auch die besonderen Persönlichkeitsrechte wie das Recht am eigenen Bild, der Schutz der Ehre, das Recht am eigenen Namen, das Recht am Unternehmen.
Die Medien sind bei ihrer Tätigkeit an die journalistische Sorgfaltspflicht gebunden, die auch den Haftungsmaßstab im Einzelfall konkretisiert. Die Einhaltung der Sorgfaltspflicht ist insbesondere bei der Verdachtsberichterstattung unerlässlich.
Grundsätzlich haftet der Autor selbst. Bei der Haftung der Medien für eigene oder auch fremde Inhalte kommt aber auch der Verbreiterhaftung eine wichtige Rolle zu. Daneben existieren verschiedene Haftungsprivilegien z. B. in § 13 Abs. 6 Nr. 1 UWG und in § 5 TDG und § 5 MDStV.
Dem von einer unzulässigen Äußerung in der Berichterstattung Betroffenen werden verschiedene zivilrechtliche Rechtsbehelfe zur Verfügung gestellt, um seine Rechte bzw. den Schutz seiner Rechtsgüter gegenüber den Medien durchzusetzen. Gegen unzulässige Meinungsäußerungen kann ein Unterlassungsanspruch, ein Anspruch auf Schadensersatz oder ein Anspruch auf Entschädigung in Geld bestehen. Gegen unzulässige Tatsachenbehauptungen kommen zusätzlich auch ein Anspruch auf Berichtigung und auf Gegendarstellung in Betracht.

## Medienarbeitsrecht
Für die Mitarbeiter in Unternehmen der Massenmedien gelten im Hinblick auf den Tendenzschutz besondere arbeitsrechtliche Regelungen. Dies betrifft sowohl das individuelle Arbeitsverhältnis als auch die Mitbestimmung im Unternehmen, Tarifverträge und den Arbeitskampf.

## Medienstrafrecht
Auch im Bereich des Strafrechts finden sich besonders auf die Tätigkeit der Medien zugeschnittene Normen. Darunter ist v. a. § 193 StGB zu nennen, der bei Wahrnehmung berechtigter Interessen als Rechtfertigungsgrund der Beleidigungstatbestände eingreift. Daneben finden sich strafrechtliche Regelungen auch in den Landespressegesetzen (etwa § 20 b.-w. LPresseG).
Im Strafverfahrensrecht gelten das publizistische Zeugnisverweigerungsrecht (§ 53 StPO, § 383 ZPO) und Beschlagnahme- und Durchsuchungsverbote (§§ 94 ff., 111, 111n, 102 ff. StPO).

## Verfassungs-Grundlage in der Schweiz
In der Schweiz wird das Medienrecht im Grundsatz in Art. 93 der Bundesverfassung geregelt. Dieser sieht u. a. vor, dass die Medien faktengetreu berichten sollen. Zudem müssen die öffentlich-rechtlichen Medien die Vielfalt der Meinungen und den staatspolitischen Zusammenhalt des mehrsprachigen Landes begünstigen.

## Institutionen
An der Entwicklung des Medienrechts wirken verschiedene Institutionen mit. Dazu gehören die:
| Institution                                                        | Aufgabe                                                         |
| ------------------------------------------------------------------ | --------------------------------------------------------------- |
| Beauftragter der Bundesregierung für Kultur und Medien             | Rechtsetzung im Kabinett                                        |
| Bundesnetzagentur                                                  | Vergabe von Frequenzen und Aufsicht                             |
| Bundesprüfstelle für jugendgefährdende Medien                      | Erlass von Verboten nach dem Jugendschutzgesetz                 |
| Kommission für Jugendmedienschutz (KJM)                            | Kontrolle über Medien gem. dem Jugendmedienschutz-Staatsvertrag |
| Kommission zur Ermittlung der Konzentration im Medienbereich (KEK) | Beurteilung der Konzentration im Medienbereich                  |
| Kommission für Zulassung und Aufsicht (ZAK)                        | Gemeinsames Gremium aller Landesmedienanstalten                 |
| Gemeinsame Geschäftsstelle der Landesmedienanstalten in Berlin     | Vermittlung und Koordination zwischen den Landesmedienanstalten |
| Landesmedienanstalten der Bundesländer                             | Aufsicht über die Programme im Fernsehen und Radio              |

In den Bundesländern arbeiten die jeweiligen Landesmedienanstalten:
| Bundesland                     | Landesanstalt                                                  |
| ------------------------------ | -------------------------------------------------------------- |
| Baden-Württemberg              | Landesanstalt für Kommunikation Baden-Württemberg              |
| Bayern                         | Bayerische Landeszentrale für neue Medien                      |
| Berlin und Brandenburg         | Medienanstalt Berlin-Brandenburg                               |
| Bremen                         | Bremische Landesmedienanstalt                                  |
| Hamburg und Schleswig-Holstein | Medienanstalt Hamburg/Schleswig-Holstein                       |
| Hessen                         | Hessische Landesanstalt für privaten Rundfunk und neue Medien  |
| Mecklenburg-Vorpommern         | Medienanstalt Mecklenburg-Vorpommern                           |
| Niedersachsen                  | Niedersächsische Landesmedienanstalt                           |
| Nordrhein-Westfalen            | Landesanstalt für Medien Nordrhein-Westfalen                   |
| Rheinland-Pfalz                | Landeszentrale für Medien und Kommunikation                    |
| Saarland                       | Landesmedienanstalt Saarland                                   |
| Sachsen                        | Sächsische Landesanstalt für privaten Rundfunk und neue Medien |
| Sachsen-Anhalt                 | Medienanstalt Sachsen-Anhalt                                   |
| Thüringen                      | Thüringer Landesmedienanstalt                                  |